# Krwawa masakra w Hollywood
Krwawa masakra w Hollywood (ang. Toolbox Murders) – amerykański horror filmowy w reżyserii Tobe’a Hoopera. Premiera filmu miała miejsce 1 listopada 2003 w Hollywood w stanie Kalifornia (USA). Remake thrillera The Toolbox Murders z 1978 roku.
Film opowiada historię młodego małżeństwa, które wprowadza się do obskurnego apartamentowca w Kalifornii. Zaraz po ich wprowadzeniu, w wieżowcu zaczyna dochodzić do serii mordów.

## Obsada
- Angela Bettis jako Nell Barrows
- Brent Roam jako Steven Barrows
- Juliet Landau jako Julia Cunningham
- Sheri Moon jako Daisy Rain
- Adam Weisman jako Austin Sterling

## Odbiór
Film zebrał mieszane recenzje. Staci Layne Wilson, dziennikarka współpracująca z witryną Horror.com, uznała Krwawą masakrę w Hollywood za „najlepszy projekt, jaki Tobe Hooper nakręcił od lat”. Albert Nowicki (filmweb.pl) pisał: „Trudno nie odnieść wrażenia, że Krwawa masakra w Hollywood uparcie nie wykorzystuje potencjału, jakim operuje. Ilekroć zdaje się, że na przecież nieźle reżyserowaną przez Hoopera sekwencję można by zrzucić prawdziwą bombę w postaci przewrotnej intrygi i dreszczy emocji, nie dochodzi to do skutku, a głodnej wrażeń publice pozostaje obejść się smakiem.”